# لصاقتا النهدين
لصاقتا النهدين هما القطعتان اللتان تغطيان حَلمتي الشخص أو هالتيه، تُلصقان عادةً بمادة لاصقة. يرتبط ارتداؤهما براقصات التعري وقصص التهريج والعروض الترفيهية الإباحية، إلا أنهما تستخدمان أيضًا لباسًا داخليًا أو على الشاطئ، وكذلك في بعض الاحتجاجات المطالِبة بحقوق المرأة مثل يوم «اخرجي عارية الصدر» لتجنب المقاضاة بتهمة الإخلال بالآداب العامة.

## التصميم
تأتي هذه اللصاقات بألوان وأشكال وأحجام متنوعة، لا تكون في العادة أكبر من الهالة بكثير. وتطبق أشرطة لاصقة أو مادة لاصقة للتثبيت، ويستخدم غالبًا الصمغ العربي. ومع ذلك، في بعض الحالات يصعب منعها من السقوط، أو تصعب إزالتها. يتحسس بعض الناس من المواد اللاصقة أو مواد اللصاقات. نتيجةً لذلك، فإن معظم اللصاقات عالية الجودة مصنوعة من سيليكون لا يسبب الحساسية وتستخدم مواد لاصقة خاصة لتقليل فرص حدوث الحساسية. بعض اللصاقات مخصصة للاستخدام مرة واحدة، في حين أن البعض الآخر قابل للغسل ويمكن استخدامه مرارًا.
تُرتدى اللصاقات أحيانًا مع بيكيني بلا جوانب يثبته إطار داخلي مرن. ويمكن ارتداؤها مع غطاء المهبل، المعروف باسم لصاقة ميركين، الذي يثبت بمادة لاصقة. تعرف لصاقات الأعضاء التناسلية هذه باسم «ميباري» باللغة اليابانية.

## في الترفيه

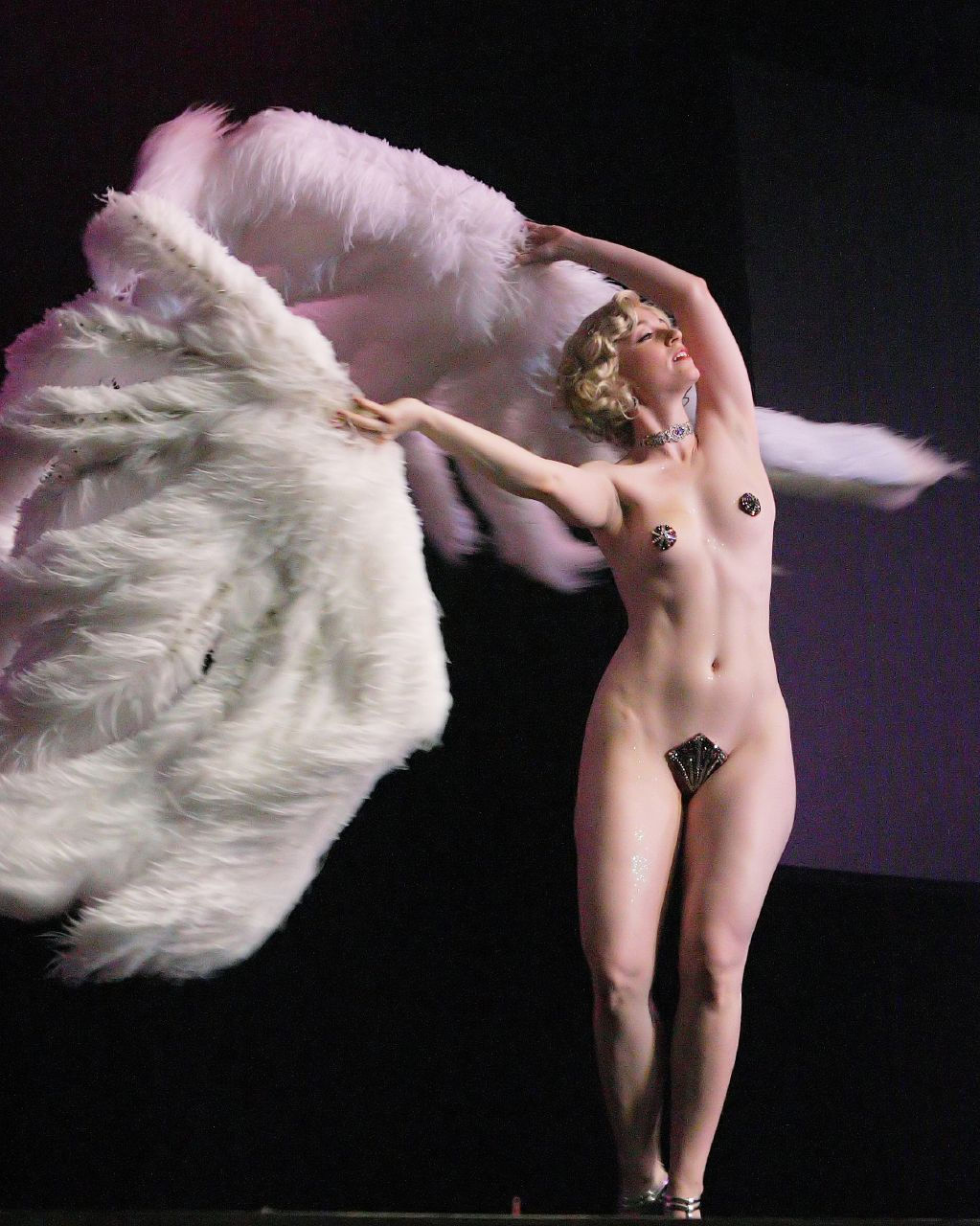
ميشيل لامور ترقص وهي تحمل مظلتين من الريش وترتدي فقط لصاقتي النهدين وملابس داخلية

ظهرت لصاقات النهدين في القصص الهزلية ورقص التعري في عشرينيات القرن العشرين باعتبارها وسيلة لتجنب خرق القانون الذي يجرم العري. رآها البعض أكثر جمالية وإثارة. كانوا يرتدونها في الملاهي مثل «فولي بيرغير» و«لوليدو». ينسب إلى مؤدية العروض الهزلية كاري فينيل إضافة شرابات تتدلى من المركز وينسب لها تدوير الشرابة في العروض.
في أجزاء من الولايات المتحدة، يرتدي راقصو التعري اللصاقات في نوادي التعري لتجنب الملاحقة القضائية بموجب قوانين الإخلال بالآداب العامة. في الحالات القصوى، تُستخدم لصاقات اللاتكس السائل للامتثال للقوانين المحلية، وهو ما تنتقده راقصات التعري إذ إن المشرعين يمارسون القسوة من خلال المطالبة باستخدام مواد لاصقة على الحلمة. تُرتدى اللصاقات من قِبل الكثير من الفنانات الهزليات الجدد وتوجد أيضًا في النوادي الليلية والحفلات الفيتيشية والمسيرات، كاحتفالات الفخر.
كانت بعض الممثلات وربما مازلن يستخدمنها أثناء تصوير مشاهد العري، ولا تلتقطها الكاميرا من زاوية التصوير.

## الملابس الداخلية
يرتدي بعض الناس اللصاقات عند ارتداء ثوب دون حمالة صدر أو ثوب مكشوف الظهر. ترتدي بعض النسوة اللواتي يخترن عدم ارتداء حمالة الصدر اللصاقات في بعض الأحيان. قد يستخدمن اللصاقات كي لا تكون حلماتهن مرئية تحت الملابس الشفافة أو الملابس الداخلية، أو في حال تعرضهن لانتصاب الحلمة. يرتدي بعض الناس اللصاقات لتجنب تهيج الحلمتين بسبب احتكاكهما بنسيج اللباس الخارجي. عندما تستخدم اللصاقات تحت الملابس، تسمى أحيانًا بتلات الثدي أو أغطية الحلمة.

## ملابس السباحة
ترتدى اللصاقات في بعض الأحيان على الشواطئ لتحسين الدبغ الشمسي، دون أن تكون السيدة عارية، لتجنب خطوط حزام حمالة الصدر في البيكيني. تتألف ملابس السباحة المسماة بيكيني بلا أشرطة (لا ينبغي الخلط بينها وبين بيكيني الباندو) أو البيكيني بلا خيوط من اللصاقات وقطعة سفلية مطابقة من نمط ميباري.

## الرياضيين
قد يعاني العدّاؤون والمتزلجون والرياضيون الآخرون في الهواء الطلق من حدوث شق في الحلمة، من طرق تجنب هذا التهييج أو تخفيفه «واقيات الحلمة»، التي تغطي الحلمة وتمنع الاحتكاك بالملابس.

## معرض صور

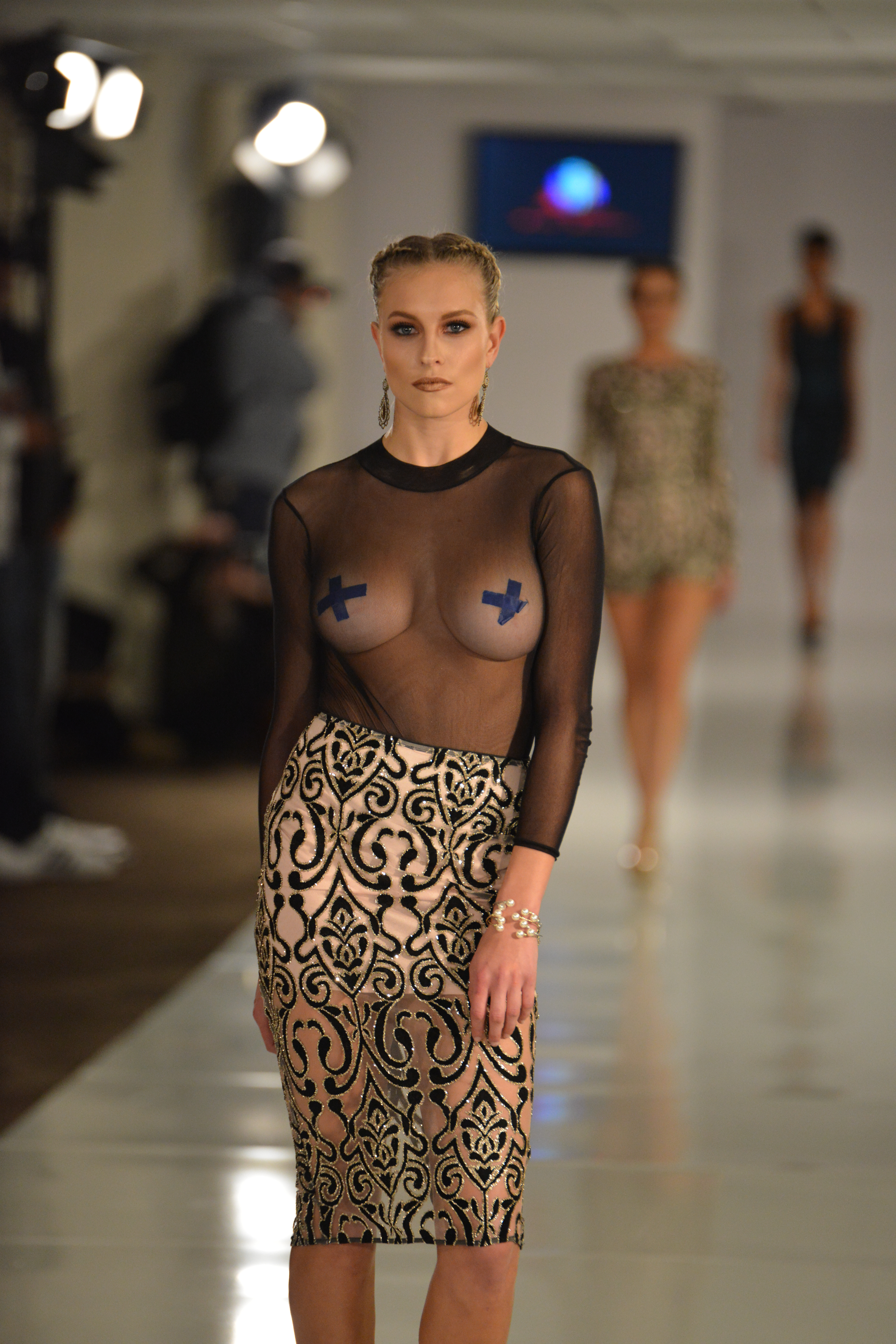
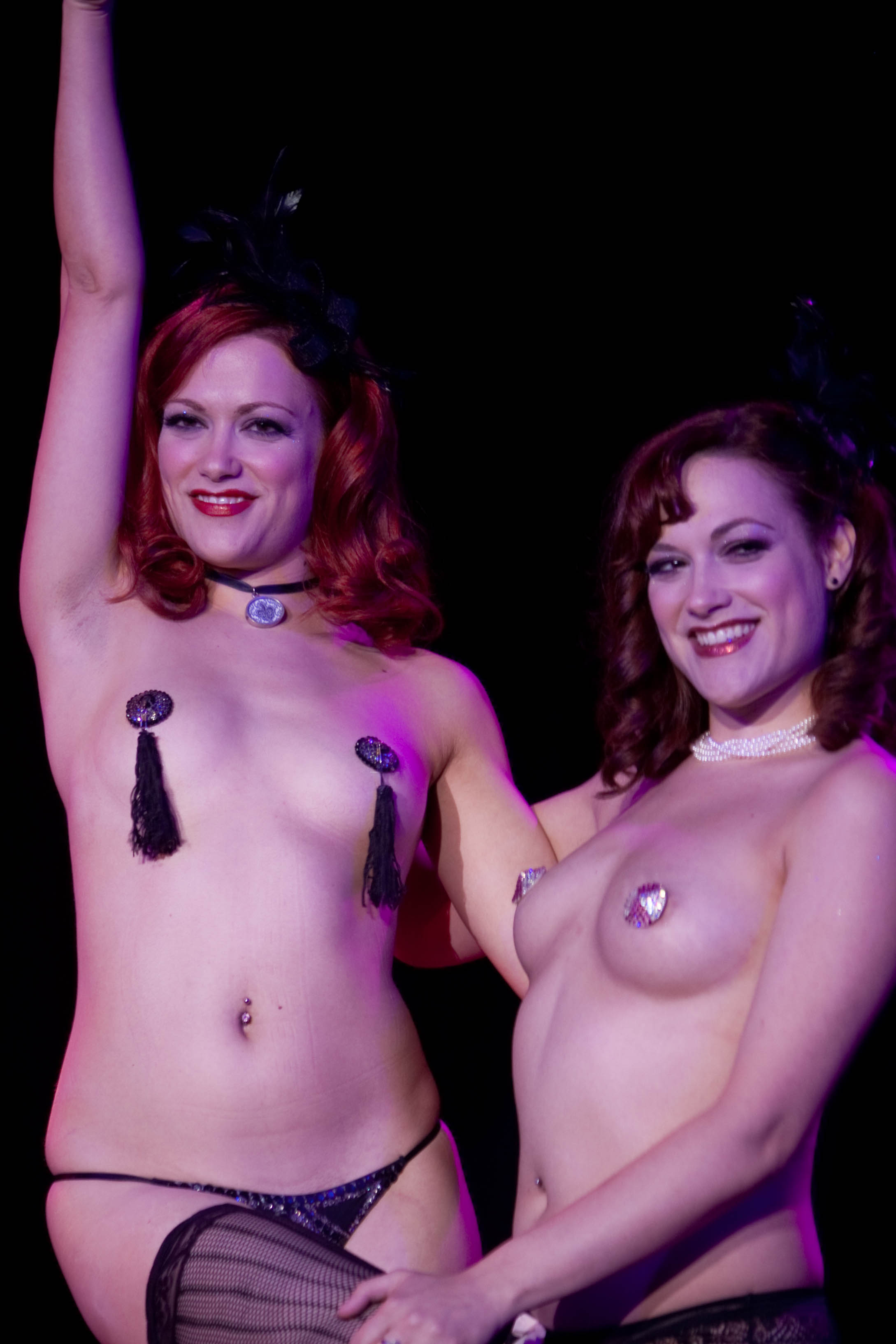
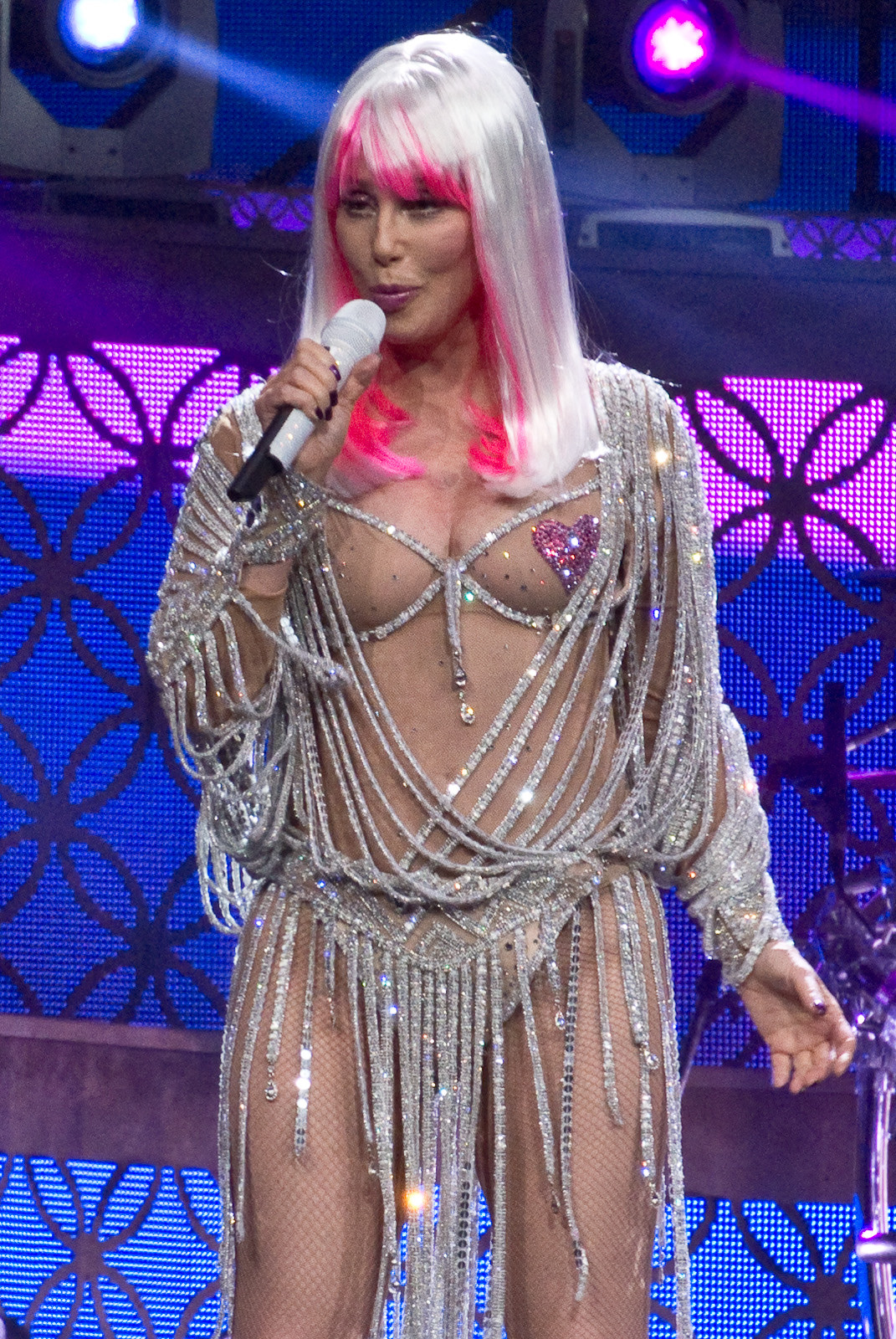
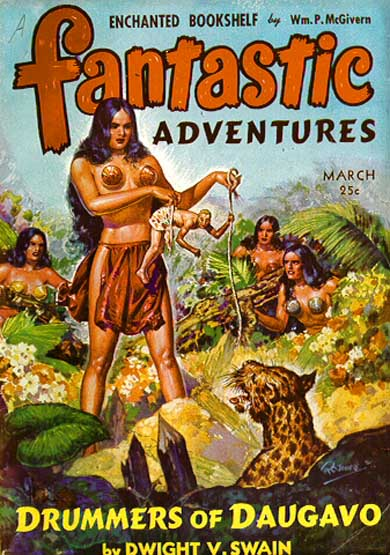
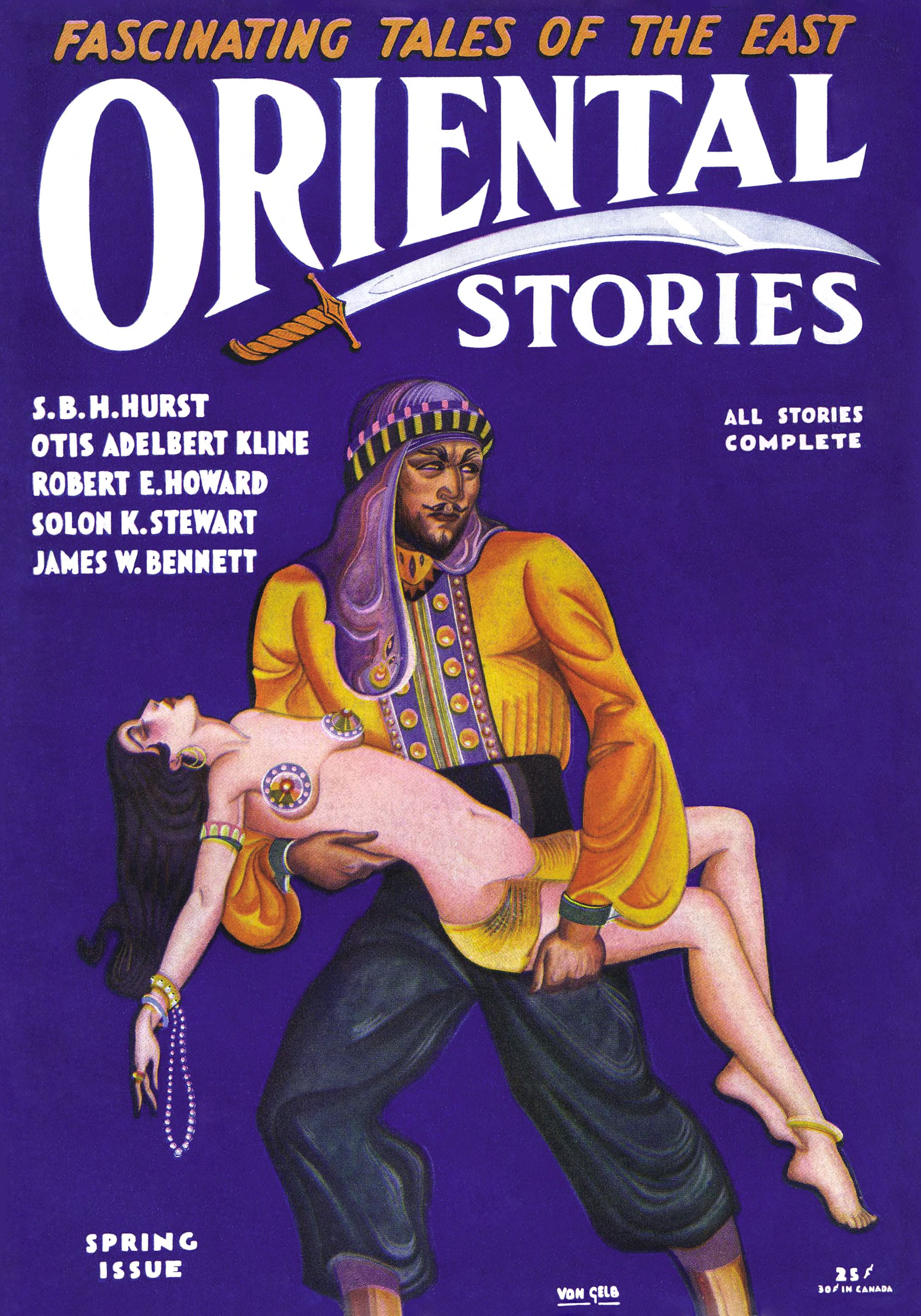
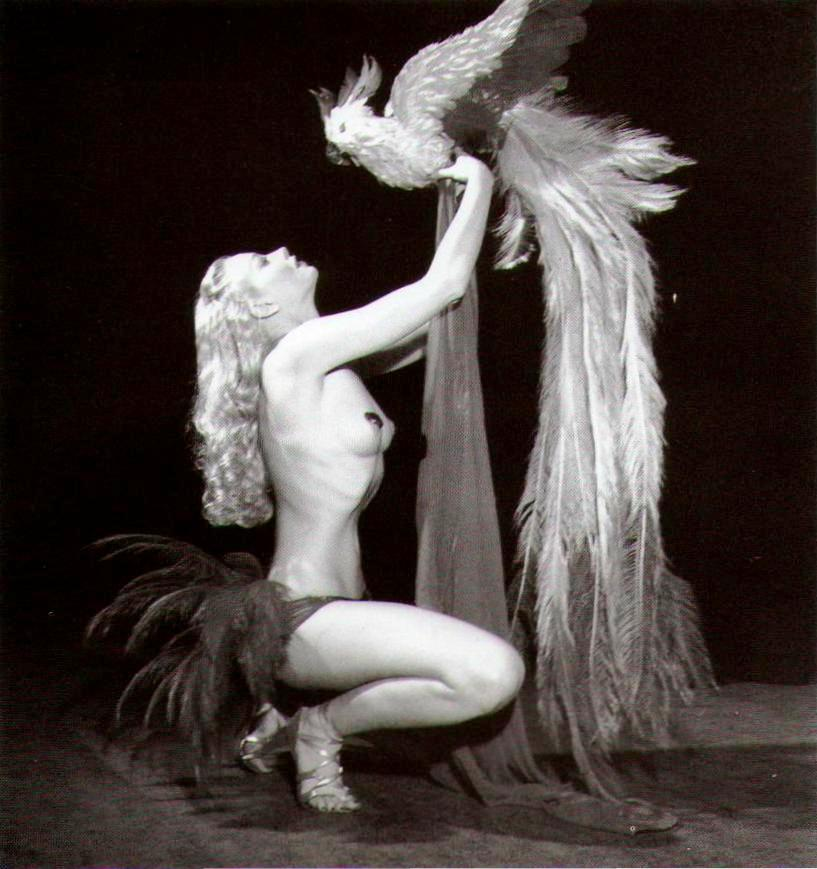